# Lega Lombarda - Alleanza Nord
La Lega Lombarda - Alleanza Nord è stata una lista elettorale italiana formata in occasione delle elezioni europee del 1989 dai principali movimenti autonomistici dell'Italia settentrionale.
La lista fu costituita il 17 febbraio 1989 e vedeva come partecipanti la Lega Lombarda, la Liga Veneta, Alleanza Toscana, Piemont Autonomista, Uniun Ligure e Lega Emiliano-Romagnola.
In queste elezioni la lista ottenne l'1,83% dei voti e 2 seggi, Luigi Moretti e Francesco Speroni, entrambi della Lega Lombarda.
L'alleanza fu il primo passo del processo federativo che nel febbraio 1991 sfocerà nella creazione della Lega Nord.

## Risultati elettorali
| Elezione     | Elezione | Voti | %      | Seggi |
| ------------ | -------- | ---- | ------ | ----- |
| Europee 1989 | 636 242  | 1,83 | 2 / 81 |       |